# Evan Adermann
Albert Evan Adermann AO (10 de marzo de 1927 - 3 de noviembre de 2001) fue un político australiano. Era miembro del Partido Nacional (País) y sucedió a su padre, Sir Charles Adermann, en el parlamento federal. Ocupó un cargo ministerial en el gobierno de Fraser como ministro para el Territorio del Norte (1975-1978) y ministro de Asuntos de Veteranos (1978-1980).

## Primeros años de vida
Adermann nació en Kingaroy, Queensland, hijo de Charles Adermann, y se educó en Brisbane Boys' College. No completó su título de médico en la Universidad de Queensland y en cambio se convirtió en productor de leche en Kingaroy. Luego completó una Licenciatura en Comercio mediante estudios externos en la Universidad de Queensland y trabajó como contador público. Se casó con Joan Hovard en 1951 y tuvieron tres hijos y dos hijas. Fue concejal de Kingaroy Shire de 1958 a 1967.   

## Carrera política
Adermann fue elegido miembro de Fisher tras la jubilación de su padre en las elecciones de 1972 y representó al Country Party (Partido Nacional Country desde 1975).  Fue nombrado Ministro para el Territorio del Norte tras la victoria del gobierno de Fraser en las elecciones de 1975 y ocupó el cargo hasta su abolición en septiembre de 1978. Estableció los acuerdos para el autogobierno del Territorio del Norte y fue responsable del establecimiento del Parque Nacional Uluru y de continuar la reconstrucción de Darwin después del ciclón Tracy. En julio de 1978 fue nombrado ministro de Asuntos de los Veteranos, cargo que ocupó hasta noviembre de 1980. Fue responsable de establecer una investigación sobre los efectos del Agente Naranja en los militares australianos que habían luchado en la Emergencia Malaya y la Guerra de Vietnam. Tras una redistribución que transfirió su hogar a la nueva División de Fairfax, Adermann se postuló para este escaño y lo ganó en las elecciones de 1984. Continuó representando a Fairfax hasta su retiro del parlamento en las elecciones de 1990.  

## Vida posterior
Adermann se convirtió en presidente de la Iglesia de Cristo de Queensland y fue nombrado Oficial de la Orden de Australia en 1990 por "servicios al parlamento australiano, a la comunidad, particularmente a través de las Iglesias de Cristo en Queensland, y al gobierno local".  Murió en 2001 y le sobrevivieron su esposa, tres hijos y dos hijas.  